# Торе Гросо (Перуђа)
Торе Гросо је насеље у Италији у округу Перуђа, региону Умбрија.
Према процени из 2011. године у насељу је живело 85 становника. Насеље се налази на надморској висини од 321 m.